# Copa Merconorte 2001
Copa Merconorte 2001 var den fjärde och sista upplagan av Copa Merconorte, en fotbollsturnering som spelades mellan klubbar i norra Sydamerika och Nordamerika.

## Gruppspel

### Grupp A
| Nr | Lag          | S | V | O | F | GM | IM | MS | P  |
| -- | ------------ | - | - | - | - | -- | -- | -- | -- |
| 1  | Necaxa       | 6 | 5 | 0 | 1 | 12 | 5  | +7 | 15 |
| 2  | América      | 6 | 3 | 1 | 2 | 7  | 7  | 0  | 10 |
| 3  | Alianza Lima | 6 | 1 | 2 | 3 | 8  | 10 | −2 | 5  |
| 4  | Aucas        | 6 | 1 | 1 | 4 | 6  | 11 | −5 | 4  |

### Grupp B
| Nr | Lag                  | S | V | O | F | GM | IM | MS | P  |
| -- | -------------------- | - | - | - | - | -- | -- | -- | -- |
| 1  | Millonarios          | 6 | 4 | 0 | 2 | 10 | 7  | +3 | 12 |
| 2  | Deportivo Italchacao | 6 | 4 | 0 | 2 | 9  | 8  | +1 | 12 |
| 3  | MetroStars           | 6 | 3 | 0 | 3 | 8  | 5  | +3 | 9  |
| 4  | Guadalajara          | 6 | 1 | 0 | 5 | 3  | 10 | −7 | 3  |

### Grupp C
| Nr | Lag                 | S | V | O | F | GM | IM | MS | P  |
| -- | ------------------- | - | - | - | - | -- | -- | -- | -- |
| 1  | Santos Laguna       | 6 | 5 | 0 | 1 | 15 | 6  | +9 | 15 |
| 2  | Sporting Cristal    | 6 | 3 | 2 | 1 | 10 | 10 | 0  | 11 |
| 3  | Kansas City Wizards | 6 | 1 | 1 | 4 | 8  | 12 | −4 | 4  |
| 4  | Barcelona           | 6 | 0 | 3 | 3 | 9  | 14 | −5 | 3  |

### Grupp D
| Nr | Lag               | S | V | O | F | GM | IM | MS | P  |
| -- | ----------------- | - | - | - | - | -- | -- | -- | -- |
| 1  | Emelec            | 6 | 3 | 3 | 0 | 8  | 1  | +7 | 12 |
| 2  | Atlético Nacional | 6 | 3 | 1 | 2 | 7  | 5  | +2 | 10 |
| 3  | Universitario     | 6 | 3 | 1 | 2 | 7  | 7  | 0  | 10 |
| 4  | Blooming          | 6 | 0 | 1 | 5 | 3  | 12 | −9 | 1  |

## Semifinaler
| Lag           | Lag           | Lag             | Resultat    | Resultat    | Tie-breaker | Tie-breaker |
| Lag 1         | Tot. resultat | Lag 2           | 1:a matchen | 2:a matchen | Bortamål    | Straffar    |
| ------------- | ------------- | --------------- | ----------- | ----------- | ----------- | ----------- |
| Necaxa        | 5–5           | Los Millonarios | 3–2         | 2–3         | 2–2         | 1–3         |
| Santos Laguna | 5–5           | Emelec          | 4–1         | 1–4         | 1–1         | 2–4         |

## Final
| Lag             | Lag           | Lag    | Resultat    | Resultat    | Tie-breaker | Tie-breaker |
| Lag 1           | Tot. resultat | Lag 2  | 1:a matchen | 2:a matchen | Bortamål    | Straffar    |
| --------------- | ------------- | ------ | ----------- | ----------- | ----------- | ----------- |
| Los Millonarios | 2–2           | Emelec | 1–1         | 1–1         | 1–1         | 3–1         |